# Bélbor
Bélbor (más néven Gyergyóbélbor, románul: Bilbor, németül: Belbern) falu Romániában Hargita megyében. Rakottyás tartozik hozzá.

## Fekvése
Gyergyószentmiklóstól 65 km-re északra a Kis-Beszterce völgyében, a Kelemen-havasok keleti lábánál fekszik 1000 m magasságban, nagy kiterjedésű tanyatelepülés. Bélbor Gyergyószék és egyben Székelyföld legészakibb települése.

## Története
1751-ben említik Belbor néven. 1910-ben 1351 lakosa volt, ebből 1161 román, 188 magyar, 2 német. A trianoni békeszerződésig Csík vármegye Gyergyótölgyesi járásához tartozott. 1992-ben 2850 lakosából 2779 román és 71 magyar volt.

## Látnivalók
- 1797-ben épített zsindelyes magas tetőszerkezetű ortodox fatemploma van csengettyűtoronnyal.
- Római katolikus temploma 1899-ben épült, de 1990-ben felgyújtották.
- Területe borvizekben rendkívül gazdag, bár a víz minősége gyengébb a borszéki forrásoknál. Forrásainak száma több mint száz. A 19. század végén a forrásokhoz fürdőmedencét építettek.
- Határában 8 havasi láp található.

## Híres emberek
- Itt született Octavian C. Tăslăuanu (1876–1942) publicista, irodalomkritikus, emlékíró, politikus.